# Rijnland-Palts op het Bundesvision Song Contest
Rijnland-Palts is een van de zestien Duitse deelstaten die deelnemen aan de Bundesvision Song Contest.

## Overzicht
Rijnland-Palts is van de zestien deelstaten een van de slechtst presterende. Op negen jaar tijd eindigde de deelstaat twee keer laatste, en sprokkelde het amper 232 punten. Ter vergelijking: Berlijn sprokkelde op negen jaar tijd 996 punten, en won drie maal. Op tien jaar tijd eindigde Rijnland-Palts slechts drie keer in de top tien. De beste prestatie was van Jupiter Jones, door met Plötzlich hält die Welt an als tweede te eindigen in 2014. Een jaar daarna deed het Bundesland het nog net iets beter. Mark Forster wist met zijn lied Bauch und Kopf het festival te winnen.

## Deelnames
| Jaar | Artiest                   | Lied                       | Plaats | Punten | Taal            |
| ---- | ------------------------- | -------------------------- | ------ | ------ | --------------- |
| 2005 | Sandy feat. Manuellsen    | Unexpected                 | 15     | 10     | Engels en Duits |
| 2006 | 200 Sachen                | Sekt zum Frühstück         | 12     | 18     | Duits           |
| 2007 | Kalle feat. MARS Allstars | Aber nice                  | 16     | 10     | Duits en Engels |
| 2008 | Peilomat                  | Jenny                      | 13     | 17     | Duits           |
| 2009 | Pascal Finkenauer         | Unter Grund                | 12     | 23     | Duits           |
| 2010 | Auletta                   | Sommerdiebe                | 14     | 17     | Duits           |
| 2011 | Jupiter Jones             | ImmerfürImmer              | 6      | 86     | Duits           |
| 2012 | Pickers                   | 1000 Meilen                | 11     | 20     | Duits           |
| 2013 | Mega! Mega!               | Strobo                     | 10     | 31     | Duits           |
| 2014 | Jupiter Jones             | Plötzlich hält die Welt an | 2      | 124    | Duits           |
| 2015 | Mark Forster              | Bauch und Kopf             | 1      | 170    | Duits           |

Baden-Württemberg · Beieren · Berlijn · Brandenburg · Bremen · Hamburg · Hessen · Mecklenburg-Voor-Pommeren · Nedersaksen · Noordrijn-Westfalen · Rijnland-Palts · Saarland · Saksen · Saksen-Anhalt · Sleeswijk-Holstein · Thüringen